# Enrique Llopis
Enrique Llopis Doménech (* 15. Oktober 2000 in Gandia) ist ein spanischer Leichtathlet, der sich auf den 110-Meter-Hürdenlauf spezialisiert hat. Über diese Distanz wurde er 2024 in Rom Vizeeuropameister.

## Sportliche Laufbahn
Erste internationale Erfahrungen sammelte Enrique Llopis im Jahr 2017, als er bei den U18-Weltmeisterschaften in Nairobi in 13,58 s den vierten Platz über die U18-Hürden belegte. Im Jahr darauf gelangte er bei den U20-Weltmeisterschaften in Tampere bis in das Finale, konnte dort aber sein Rennen nicht beenden. 2019 erreichte er bei den Halleneuropameisterschaften in Glasgow das Halbfinale über 60 Meter Hürden, in dem er mit 7,87 s ausschied, und im Juli wurde er bei den U20-Europameisterschaften in Borås in 13,66 s Vierter. 2021 gelangte er dann bei den Halleneuropameisterschaften in Toruń erneut bis ins Halbfinale und schied dort diesmal mit 7,74 s aus. Im Juli gewann er bei den U23-Europameisterschaften in Tallinn in 13,44 s die Bronzemedaille hinter seinem Landsmann Asier Martínez und Michael Obasuyi aus Belgien. Im Jahr darauf kam er bei den Hallenweltmeisterschaften in Belgrad mit 7,76 s nicht über den Vorlauf über 60 Meter Hürden hinaus. Anfang Juli gewann er dann bei den Mittelmeerspielen in Oran in 13,47 s die Bronzemedaille hinter dem Zyprer Milan Traikovits und Amine Bouanani aus Algerien. Anschließend schied er bei den Weltmeisterschaften in Eugene mit 13,44 s im Semifinale aus und belegte bei den Europameisterschaften in München in 14,81 s den siebten Platz.
2023 egalisierte er in der Halle den spanischen Rekord über 60 Meter Hürden von 7,48 s und anschließend erreichte er bei den Halleneuropameisterschaften in Istanbul das Finale, kam dort aber zu Sturz kam nicht ins Ziel. Im Juni wurde er bei der 1. Liga der Team-Europameisterschaft im Rahmen der Europaspiele in Chorzów in 13,44 s Zweiter über 110 Meter Hürden und sicherte sich damit ligenübergreifend die Bronzemedaille hinter dem Schweizer Jason Joseph und Milan Traikovits aus Zypern. Im August schied er dann bei den Weltmeisterschaften in Budapest mit 13,30 s im Halbfinale aus. Im Jahr darauf belegte er bei den Hallenweltmeisterschaften in Glasgow in 7,53 s den vierten Platz über 60 Meter Hürden. Im Juni gewann er bei den Europameisterschaften in Rom in 13,16 s die Silbermedaille hinter dem Italiener Lorenzo Simonelli. Anschließend siegte er in 13,21 s beim Meeting Madrid und im August belegte er bei den Olympischen Sommerspielen in Paris in 13,20 s im Finale den vierten Platz. 2025 erreichte er bei den Halleneuropameisterschaften in Apeldoorn das Finale über 60 m Hürden, konnte dort aber verletzungsbedingt nicht mehr an den Start gehen.
In den Jahren 2023 und 2024 wurde Llopis spanischer Meister im 110-Meter-Hürdenlauf sowie 2023 und 2025 Hallenmeister über 60 Meter Hürden.

## Persönliche Bestzeiten
- 110 m Hürden: 13,09 s (0,0 m/s), 30. Juni 2024 in La Nucia
  - 60 m Hürden (Halle): 7,48 s, 19. Februar 2023 in Madrid (spanischer Rekord)